# Spisak međunarodnih poseta Josipa Broza Tita
Ovo je hronološki spisak spoljnopolitičkih aktivnosti jugoslovenskog komunističkog revolucionara i doživotnog predsednika Jugoslavije, jednog od osnivača Pokreta nesvrstanih.
1940-e
- 12.-13. avgusta 1944.: u Napulju, susret s predsednikom Vlade Velike Britanije, Vinstonom Čerčilom
- 19. septembra-4. oktobra 1944.: u Moskvi, susreti s Josifom Visarionovičem Staljinom
- 5.-17. aprila 1945.: u Moskvi; potpisivanje Ugovora o prijateljstvu, uzajamnoj pomoći i posleratnoj saradnji između vlada SSSR i DFJ
- 14.-19. marta 1946.: poseta Poljskoj i (20.-24. marta) Čehoslovačkoj; potpisivanje ugovora o prijateljstvu i uzajamnoj pomoći
- 27. jula-3. avgusta 1947.: boravak Georgi Dimitrova i bugarske delegacije, Bledski sporazumi
- 13.-15. oktobra 1947.: boravak mađarske delegacije s Lajošem Dinješom na čelu i potpisivanje Konvencije o kulturnoj saradnji
- 25.-28. novembra 1947.: u poseti NR Bugarskoj, na čelu jugoslovenske državne delegacije; potpisivanje Ugovora o prijateljstvu, saradnji i uzajamnoj pomoći
- 6.-8. decembra 1947.: u poseti Republici Mađarskoj, potpisivanje Ugovora o prijateljstvu i uzajamnoj pomoći
- 16.-19. decembra 1947.: u poseti Rumuniji, potpisivanje Ugovora o prijateljstvu i uzajamnoj pomoći

1950-e
- 17.-23. septembra 1952.: poseta britanskog ministra inostranih poslova Antoni Idna
- 22.-23. januara 1953.: poseta turskog ministra inostranih poslova Fuada Keprilija
- 5.-6. februara 1953.: poseta grčkog ministra spolnjih poslova Stefanosa Stefanopulosa
- 16.-21. marta 1953.: u poseti Engleskoj; susret i razgovori s Vinstonom Čerčilom i kraljevskom porodicom
- 12.-18. aprila 1954.: u poseti Republici Turskoj, na poziv predsednika Dželala Bajara
- 2.-6. juna 1954.: u poseti Grčkoj, na poziv kralja Pavla i grčke vlade
- 20.-26. jula 1954.: poseta cara Etiopije, Haila Selasija
- 2.-9. septembra 1954.: poseta predsednika Republike Turske, Dželala Bajara
- 17. decembra 1954.-1. januara 1955.: u poseti Indiji, na poziv predsednika Radžendre Prasada i premijera Džavaharlala Nehrua; Delhijska izjava (22. XII)
- 6.-17. januara 1955.: u poseti Burmanskoj Uniji, na poziv predsednika Ba Ua i premijera U Nua; Rangunska izjava
- 21.-25. januara 1955.: u poseti Indiji, na povratku u Jugoslaviju
- 26. maja-2. juna 1955.: poseta sovjetske državno-partijske delegacije, s Nikitom Sergejevičem Hruščovom na čelu; Beogradska deklaracija
- 6.-16. juna 1955.: poseta predsednika burmanske vlade U Nua
- 30. juna-7. jula 1955.: poseta predsednika vlade Republike Indije, Džavaharlala Nehrua
- 6.-14. septembra 1955.: poseta grčkog kralja Pavla i kraljice Frederike
- 11.-24. decembra 1955.: u poseti Etiopiji, na poziv cara Haila Selasija
- 28. decembra 1955.-6. januara 1956.: u poseti Egiptu, na poziv predsednika Gamala Abdela Nasera
- 7.-12. maja 1956.: u poseti Francuskoj, na poziv predsednika Republike Rene Kotija
- 1.-23. juna 1956.: u poseti Sovjetskom Savezu, na poziv Prezidijuma Vrhovnog sovjeta i vlade SSSR
- 23.-27. juna 1956.: u poseti Rumuniji, na poziv predsednika vlade Kivu Stojke i prvog sekretara CKRRP George Georgiju Deža
- 12.-19. jula 1956.: poseta predsednika vlade Indije Džavaharlala Nehrua
- 24.-28. jula 1956.: u poseti Grčkoj, na poziv kralja Pavla
- 12.-18. septembra 1956.: poseta predsednika Republike Indonezije Sukarna
- 27. septembra-5. oktobra 1956.: u poseti SSSR-u, na poziv prvog sekretara CKKPSS Nikite Sergejeviča Hruščova
- 15.-17. oktobra 1956.: poseta prvog sekretara CK Mađarske partije trudbenika Ernea Gerea
- 20.-23. oktobra 1956.: poseta delegacije NR Rumunije i Rumunske radničke partije s Kivu Stojkom i George Georgiju Dežom na čelu
- 16.-18. juna 1957.: poseta predsednika švedske vlade Tage Erlandera
- 10.-13. jula 1957.: poseta grčkog kralja Pavla I
- 1.-2. avgusta 1957.: u Rumuniji, u Snagovu, razgovori s delegacijom CKKPSS, s Hruščovom i Mikojanom na čelu
- 5.-9. avgusta 1957.: poseta predsednika DR Vijetnama Ho Ši Mina
- 10.-16. septembra 1957.: poseta delegacije partije i vlade Poljske, sa Vladislavom Gomulkom i Juzefom Cirankijevičevim na čelu
- 17.-19. januara 1958.: poseta predsednika Indonezije, Ahmeda Sukarna
- 2.-14. jula 1958.: poseta predsednika UAR Gamala Abdela Nasera
- 27. septembra 1958.: poseta predsednika norveške vlade Ejnara Gerhardsena
- 23. decembra 1958.-1. januara 1959.: u poseti Indoneziji, na poziv predsednika Republike Ahmeda Sukarna
- 8.-9. januara 1959.: u poseti Burmi, na poziv predsednika Unije Burme, U Vin Manida, i predsednika vlade Ne Vina
- 13.-19. januara 1959.: u poseti Indiji, na poziv predsednika Prasada i premijera Nehrua
- 21.-26. januara 1959.: u poseti Cejlonu (Šri Lanki); susret s guvernerom O. Gunetilekeom i predsednikom vlade Solomonom Bandaranaikeom
- 2.-12. februara 1959.: u poseti Etiopiji, na poziv cara Haila Selasija
- 12.-18. februara 1959.: u poseti Sudanu, na poziv predsednika Vrhovnog vojnog saveta Ibrahima Abuda
- 20.-28. februara 1959.: u poseti Ujedinjenoj Arapskoj Republici: Egiptu, na poziv predsednika Gamala Abdela Nasera, i Siriji s predsednikom Naserom; razgovori sa Šukri Kuatlijem
- 2.-5. marta 1959.: u poseti Grčkoj, Rodosu i Solunu; susret s predsednikom vlade Karamanlisom
- 31. jula-1. avgusta 1959.: poseta belgijske kraljice Elizabete
- 15.-23. avgusta 1959.: poseta cara Etiopije Haila Selasija
- 25. novembra-6. decembra 1959.: poseta delegacije Kraljevine Kambodže s Norodomom Sihanukom na čelu

1960-e
- 5.-8. aprila 1960.: poseta predsednika Indonezije Sukarna
- 13.-20. juna 1960.: poseta predsednika UAR Gamala Abdela Nasera
- 9.-20. jula 1960.: poseta predsednika Sudana Ibrahima Abuda
- 20. septembra-4. oktobra 1960.: boravak u SAD, u Njujorku, na XV zasedanju Generalne skupštine OUN, na čelu jugoslovenske delegacije
- 31. oktobra-7. novembra 1960.: poseta kralja Avganistana Mohameda Zahira
- januara (-11.) 1961.: poseta predsednika Gvineje Seku Turea
- 13.-16. januara 1960.: poseta predsednika Pakistana Mohameda Ajuba Kana
- 28. februara-4. marta i marta (7.-11.) 1961.: u poseti Gani, na poziv predsednika Republike Kvame Nkrumaha
- 4.-7. marta 1961.: u poseti Republici Togo, na poziv predsednika vlade Silvanusa Olimpija
- 13.-18. marta 1961.: u poseti Republici Liberiji, na poziv predsednika Vilijama Tabmana
- 20.-24. marta 1961.: u poseti Gvineji, na poziv predsednika Seku Turea
- 25.-26. marta 1961.: u poseti Republici Mali, na poziv predsednika Modiba Keite
- 1.-6. aprila 1961.: u poseti Maroku, na poziv kralja Hasana II
- 9.-14. aprila 1961.: u poseti Tunisu, na poziv predsednika Republike Habiba Burgibe
- 17.-22. aprila 1961.: u poseti UAR (Egiptu), na poziv predsednika Nasera
- 15.-17. juna 1961.: poseta predsednika Indonezije Sukarna
- 17.-23. juna 1961.: poseta predsednika Malija, Modiba Keite
- 3.-8. avgusta 1961.: poseta predsednika Gane, Kvame Nkrumaha
- 1.-6. septembra 1961.: posete učesnika Beogradske konferencije šefova država i vlada neangažovanih zemalja
- 17.-20. novembra 1961.: u poseti Egiptu, trojni sastanak Tito-Naser-Nehru u Kairu
- 4.-14. februara 1962.: u poseti UAR, na poziv predsednika Nasera
- 14.-18. februara 1962.: u poseti Sudanu, na poziv predsednika Abuda
- 24. septembra-4. oktobra 1962.: poseta predsednika Prezidijuma Vrhovnog sovjeta SSSR Leonida Iljiča Brežnjeva
- 4.-21. decembra 1962.: u poseti Sovjetskom Savezu, na poziv N.S. Hruščova
- 25.-26. januara 1963.: poseta prvog sekretara CKKP Bugarske i predsednika vlade NR Bugarske Todora Živkova
- 29. marta-1. aprila 1963.: poseta predsednika Sjedinjenih Država Meksika Adolfa Lopeza Mateosa
- 5.-12. maja 1963.: poseta predsednika Republike Finske Urha Kaleve Kekonena
- 9. maja 1963.: poseta U Tanta, generalnog sekretara OUN
- 12.-16. maja 1963.: poseta predsednika UAR Gamala Abdela Nasera
- 10.-13. juna 1963.: poseta predsednika Republike Indonezije Ahmeda Sukarna
- 23.-28. juna 1963.: poseta predsednika Republike Liberije, Vilijema B.C. Tabmana
- 20. avgusta-3. septembra 1963.: poseta Nikite Sergejeviča Hruščova, prvog sekretara CKKPSS i predsednika ministarskog saveta SSSR
- 9.-11. septembra 1963.: poseta predsednika vlade NR Mađarske Janoša Kadara
- 18.-23. septembra 1963.: u poseti Sjedinjenim Državama Brazila, na poziv predsednika Žoaoa Belhiora Markesa Gulara
- 23.-28. septembra 1963.: u poseti Republici Čile, na poziv predsednika Horhea Alesandrija Rodrigesa
- 28. septembra-3. oktobra 1963.: u poseti Republici Boliviji, na poziv predsednika Viktora Paza Estensoroa
- 3. oktobra 1963.: susret s predsednikom Perua, Fernandom Belauendeom Terijem, u Limi, na putu u Meksiko
- 3.-16. oktobra 1963.: u poseti Meksiku, na poziv predsednika Adolfa Lopeza Mateosa
- 16.-25. oktobra 1963.: u poseti SAD, razgovori s predsednikom Džonom F. Kenedijem, i učešće na XVIII zasedanju Generalne skupštine OUN
- 2.-4. novembra 1963.: poseta etiopskog cara Haila Selasija
- 22.-30. novembra 1963.: poseta delegacije NR Rumunije, s predsednikom Državnog saveta George Georgiju Dežom na čelu
- 5.-13. marta 1964.: poseta predsednika DNR Alžira, Ahmeda Ben Bele
- 1.-8. juna 1964.: u poseti Finskoj, na poziv Urha Kekonena
- 8.-9. juna 1964.: u poseti SSSR-u (Lenjingradu), u razgovoru s Nikitom Sergejevičem Hruščovom
- 25. juna-2. jula 1964.: u poseti Poljskoj i razgovori s Gomulkom, Zavadckim i Cirankijevičem
- 7. septembra 1964.: poseta predsednika Državnog saveta Rumunije George Georgiju Deža, povodom početka radova na HE "Đerdap"
- 11.-16. septembra 1964.: u poseti NR Mađarskoj, na poziv Janoša Kadara i Ištvana Dobija
- 19.-20. septembra 1964.: poseta predsednika DR Nemačke, Valtera Ulbrihta
- 21.-26. septembra 1964.: poseta državno-partijske delegacije Čehoslovačke, sa Antonjinom Novotnim na čelu
- 5.-10. oktobra 1964.: na Drugoj konferenciji neangažovanih zemalja, u Kairu, susreti s mnogim državnicima sveta
- 12.-16. oktobra 1964.: u poseti Egiptu, na poziv predsednika Gamala Abdela Nasera
- 16. oktobra 1964.: u poseti Kipru, na poziv predsednika arhiepiskopa Makariosa
- 24. marta 1965.: poseta vršioca dužnosti predsednika Republike Austrije, kancelara Jozefa Klausa
- 30. marta-5. aprila 1965.: poseta predsednika Republike Tunisa, Habiba Burgibe
- 15.-26. aprila 1965.: u poseti Alžiru, na poziv predsednika Ahmeda Ben Bele
- 26.-30. aprila 1965.: u poseti UAR, na poziv predsednika Nasera
- 10.-14. maja 1965.: u poseti Norveškoj, na poziv kralja Olava V i norveške vlade
- 2.-8. juna 1965.: u poseti Čehoslovačkoj, na poziv predsednika Antonjina Novotnog
- 8.-13. juna 1965.: u poseti Nemačkoj Demokratskoj Republici, na poziv predsednika Valtera Ulbrihta
- 18. juna-1. jula 1965.: u poseti Sovjetskom Savezu; razgovori sa Leonidom Brežnjevom, predsednikom Prezidijuma A.I. Mikojanom i drugim sovjetskim rukovodiocima
- 28.-30. jula 1965.: poseta premijera Indije Lala Bahadura Šastrija
- 2.-4. avgusta 1965.: poseta predsednika Gvineje, Seku Turea
- 30. avgusta-12. septembra 1965.: poseta prvog sekretara CK Mađarske partije trudbenika Janoša Kadara
- 1.-4. septembra 1965.: poseta predsednika UAR Gamala Abdela Nasera
- 22.-27. septembra 1965.: u poseti NR Bugarskoj, na poziv predsednika vlade Todora Živkova
- 30. septembra-4. oktobra 1965.: poseta predsednika Indije, Radakrišnana
- 15.-19. novembra 1965.: poseta delegacije NR Poljske, sa Vladislavom Gomulkom i Juzefom Cirankijevičem na čelu
- 18.-23. aprila 1966.: u poseti Rumuniji, na poziv Državnog saveta i CKKPR
- 2.-7. maja 1966.: u poseti UAR, na poziv predsednika Nasera
- 30. maja-2. juna 1966.: poseta predsednika vlade NR Mađarske Janoša Kadara
- 3.-11. juna 1966.: poseta iranskog cara Mohameda Reze Pahlavija
- 10.-12. jula 1966.: poseta predsednika vlade Indije, Indire Gandi
- 5.-10. septembra 1966.: poseta norveškog kralja Olava V
- 22.-25. septembra 1966.: poseta Leonida Brežnjeva
- 26. septembra-2. oktobra 1966.: poseta delegacije Državnog saveta DR Nemačke, sa Valterom Ulbrihtom na čelu
- 6.-11. oktobra 1966.: poseta predsednika Saveta revolucije i vlade DNR Alžira, Huari Bumedijena
- 20.-25. oktobra 1966.: u poseti Indiji, sastanak Tito-Naser-Indira Gandi
- 26.-27. oktobra 1966.: poseta etopskog cara Haila Selasija
- 1.-3. decembra 1966.: u poseti Rumuniji, na poziv generalnog sekretara CKRKP Nikolae Čaušeskua
- 5. decembra 1966.: poseta Todora Živkova i bugarske delegacije
- 23.-25. januara 1967.: poseta predsednika Finske, Urha Kekonena
- 27. januara-2. februara 1967.: u poseti Sovjetskom Savezu, na poziv CKKPSS
- 2.-4. februara 1967.: u NR Mađarskoj, na poziv prvog sekretara CKMSRP Janoša Kadara
- 13.-17. februara 1967.: u poseti Republici Austriji, na poziv predsednika Franca Jonasa
- 22. maja-2. juna 1967.: poseta Valtera Ulbrihta
- 5.-6. juna 1967.: poseta Todora Živkova i bugarske partijsko-vladine organizacije
- 12.-13. juna 1967.: susreti s predsednikom Revolucionarnog pokreta Alžira Huari Bumedijenom, pri njegovom odlasku u SSSR i povratku
- 20.-25. juna 1967.: poseta predsednika Prezidijuma SSSR Nikolaja Podgornog
- 21.-24. juna 1967.: poseta predsednika Federalne Republike Kameruna, El Hadž Ahmadua Ahiđa
- 4.-5. avgusta 1967.: poseta etiopskog cara Haila Selasija
- 10.-17. avgusta 1967.: u poseti UAR, Siriji i Iraku; razgovori s predsednicima Gamalom Abdelom Naserom, Nuredinom el Atasijem i Abdelom Rahmanom Arefom
- 11.-15. septembra 1967.: poseta predsednika SR Čehoslovačke, Antonjina Novotnog
- 11.-13. oktobra 1967.: poseta premijera Indije, Indire Gandi
- 1.-9. novembra 1967.: u poseti Sovjetskom Savezu, na čelu jugoslovenske delegacije na proslavi 50-godišnjice oktobarske revolucije
- 7.-10. januara 1968.: u poseti Avganistanu, na poziv kralja Mohamada Zahira
- 10.-17. januara 1968.: u poseti Pakistanu, na poziv predsednika Ajuba Kana
- 17.-22. januara 1968.: u poseti Kambodži, na poziv princa Norodoma Sihanuka
- 22.-27. januara 1968.: u poseti Indiji, trojni razgovori Tito-Indira Gandi-Kosigin
- 27. januara 1968.: u poseti Južnom Jemenu, u Adenu, na poziv predsednika Republike, Kahtara Mohameda al Šaabija
- 27. januara-4. februara 1968.: u poseti Etiopiji, na poziv cara Haila Selasija
- 4.-8. februara 1968.: u poseti UAR, na poziv predsednika Gamela Abdela Nasera
- 6.-8. aprila 1968.: u poseti SSSR-u na putu u Japan, boravak u Novosibirsku
- 8.-15. aprila 1968.: u poseti Japanu, na poziv japanske vlade
- 15.-21. aprila 1968.: u poseti Mongoliji, razgovori s prvim sekretarom CKMNRP i predsednikom vlade Jumžaginom Cedenbalom
- 21.-22. aprila 1968.: u Uzbekistanskoj SSR, u Samarkandu
- 22.-28. aprila 1968.: u poseti Iranu, na poziv cara Mohamada Reze Pahlavija
- 28.-30. aprila 1968.: u Sovjetskom Savezu, na poziv Leonida Brežnjeva
- 27. maja-1. juna 1968.: poseta Nikolae Čaušeskua i državno-partijske delegacije Rumunije
- 10.-14. juna 1968.: poseta predsednika Indije Zakira Huseina
- 10.-12. jula 1968.: poseta predsednika UAR Nasera
- 9.-11. avgusta 1968.: u poseti Čehoslovačkoj
- 24. avgusta 1968.: poseta predsednika Državnog saveta SR Rumunije i generalnog sekretara RKP Nikolae Čaušeskua
- 23.-26. septembra 1968.: poseta etiopskog cara Haila Selasija
- 30. septembra-5. oktobra 1968.: poseta predsednika Republike Austrije, Franca Jonasa
- 29. oktobra 1968.: poseta predsednika Narodnog pokreta za oslobođenje Angole, Agostina Neta
- 1.-2. februara 1969.: u poseti Rumuniji, na poziv Nikolae Čaušeskua
- 20. septembra 1969.: susret u Đerdapu s predsednikom Državnog saveta Rumunije Nikolae Čaušeskuom
- 2.-6. oktobra 1969.: poseta predsednika Republike Italije Đuzepa Saragata
- 12. oktobra 1969.: susret s predsednikom Republike Austrije Francom Jonasom, na "Mostu prijateljstva" na Muri, i razmena poseta Austriji i Jugoslaviji
- 15.-16. oktobra 1969.: poseta predsednika Ujedinjene Republike Tanzanije Džulijusa Njererea
- 5.-9. novembra 1969.: u poseti Alžiru, na poziv predsednika Saveta revolucije i predsednika Saveta ministara Huari Bumedijena

1970-e
- 26. januara-2. februara 1970.: u poseti Tanzaniji, na poziv predsednika Njererea
- 2.-9. februara 1970.: u poseti Zambiji, na poziv predsednika Keneta Kaunde
- 9.-12. februara 1970.: u poseti Etiopiji, na poziv cara Haila Selasija
- 12.-20. februara 1970.: u poseti Keniji, na poziv predsednika Džoma Kenijate
- 20.-23. februara 1970.: u poseti Sudanu, na poziv Saveta revolucije
- 23.-25. februara 1970.: u poseti UAR, na poziv predsednika Nasera
- 25. februara 1970.: u poseti Libiji, Tripoliju
- 6.-11. maja 1970.: poseta predsednika Zambije, Keneta Kaunde
- 15.-19. juna 1970.: poseta predsednika Saveta revolucionarne komande i vlade Sudana, generala Džafera Muhameda el Numeirija
- 29. avgusta 1970.: poseta generalnog sekretara OUN, U Tanta
- 29.-31. avgusta 1970.: poseta predsednika DR Konga, Džozefa Dezirea Mobutua
- 6.-12. septembra 1970.: u Zambiji, u Lusaki, na Trećoj konferenciji nesvrstanih; susreti sa mnogim državnicima sveta
- 30. septembra-2. oktobra 1970.: poseta predsednika SAD Ričarda Niksona
- 6.-9. oktobra 1970.: u poseti Belgiji, na poziv kralja Boduena i belgijske vlade
- 9.-11. oktobra 1970.: u poseti Luksemburgu, na poziv velikog vojvode Žana
- 11. oktobra 1970.: u Kelnu, SR Nemačka, susret s kancelarom Vilijem Brantom
- 20.-23. oktobra 1970.: u poseti Holandiji, na poziv kraljice Julijane i vlade
- 23. oktobra 1970.: u Parizu susret s predsednikom Republike Žoržom Pompiduom i predsednikom vlade Žanom Šaban-Delmasom
- 3.-4. novembra 1970.: poseta predsednika Državnog saveta Rumunije i generalnog sekretara KPR Nikolae Čaušeskua
- 14.-20. februara 1971.: u poseti UAR, na poziv predsednika Anvara el Sadata
- 25.-29. marta 1971.: u poseti Republici Italiji, na potziv predsednika Đuzepa Saragata; i Vatikanu - susret sa papom Pavlom VI
- 22.-25. septembra 1971.: poseta generalnog sekretara CKKPSS Leonida Iljiča Brežnjeva
- 27.-30. septembra 1971.: poseta velikog vojvode Žana od Luksemburga
- 13.-16. oktobra 1971.: u poseti Iraku, na poziv šaha Mohameda Reze Pahlavija; susreti sa mnogim državnicima sveta
- 16.-20. oktobra 1971.: u poseti Indiji, na poziv predsednika republike Girija i predsednika vlade Indire Gandi
- 20.-21. oktobra 1971.: u poseti UAR, na poziv predsednika Anvara el Sadata
- 26. oktobra-2. novembra 1971.: u poseti SAD, na poziv predsednika Ričarda Niksona
- 2.-6. novembra 1971.: u poseti Kanadi, na poziv generalnog guvernera Rolanda Mičenera i premijera Tridoa
- 7.-8. novembra 1971.: u poseti Velikoj Britaniji, na poziv kraljice Elizabete II
- 23.-24. novembra 1971.: u poseti Rumuniji, na poziv predsednika Državnog saveta i generalnog sekretara KPR Nikolae Čaušeskua
- 12.-13. decembra 1971.: poseta kralja Avganistana Mohamada Zahira
- 4.-5. februara 1972.: poseta predsednika UAR Anvara el Sadata
- 3.-6. maja 1972.: poseta predsednika Centralnoafričke republike, Žana Bodela Bokase
- 16.-17. maja 1972.: susreti u Jugoslaviji i Rumuniji sa Nikolae Čaušeskuom povodom završetka radova na HE "Đerdap"
- 5.-10. juna 1972.: u poseti Sovjetskom Savezu, na poziv Leonida Iljiča Brežnjeva
- 19.-23. juna 1972.: u poseti Poljskoj, na poziv predsednika Državnog saveta Henrika Jablonskog; susret sa prvim sekretarom CKPURP Edvardom Gjerekom
- 24.-30. juna 1972.: poseta cara Etiopije, Haila Selasija
- 5.-9. jula 1972.: poseta predsednika Republike Indije Varahagirija Venkata Girija
- 14.-23. jula 1972.: poseta šefa države Kambodže princa Norodoma Sihanuka
- 1. septembra 1972.: poseta generalnog sekretara UN Kurta Valdhajma
- 13.-15. septembra 1972.: poseta predsednika Republike Austrije, Franca Jonasa
- 20.-23. septembra 1972.: poseta holandske kraljice Julijane
- 17.-21. oktobra 1972.: poseta engleske kraljice Elizabete II
- 11.-12. januara 1973.: poseta predsednika UAR Anvara el Sadata
- 18.-19. aprila 1973.: poseta kancelara SR Nemačke Vilija Branta
- 4.-7. maja 1973.: poseta prvog sekretara CKPURP Edvarda Gjereka
- 29. maja-2. juna 1973.: poseta iranskog šahinšaha Mohamada Reze Pahlavija
- 9.-13. juna 1973.: poseta šefa države Kambodže Norodoma Sihanuka
- 15.-17. juna 1973.: poseta premijera Indije Indire Gandi
- 18.-23. juna 1973.: poseta kralja Belgije Boduena
- 10.-13. jula 1973.: poseta prvog sekretara CK Mađarske socijalističke radničke partije Janoša Kadara
- 15.-16. jula 1973.: poseta generalnog sekretara KP Rumunije, Nikolae Čaušeskua
- 28.-29. jula 1973.: poseta predsednika vlade Bangladeša, Mudžibura Rahmana
- 30. jula-1. avgusta 1973.: poseta kraljice Holandije, Julijane
- 2.-10. septembra 1973.: u poseti Alžiru, povodom IV konferencije nesvrstanih; susreti sa mnogim državnicima sveta
- 20.-21. septembra 1973.: poseta Nguen Hu Toa, predsednika Fronta nacionalnog oslobođenja Južnog Vijetnama
- 24. septembra 1973.: poseta šefa revolucionarne vlade Paname, Omara Torihosa Herere
- 28.-29. septembra 1973.: poseta predsednika, vlade SSSR Nikolaja Kosigina
- 15. oktobra 1973.: poseta predsednika Alžira, Huari Bumedijena
- 23.-26. oktobra 1973.: poseta generalnog sekretara CK KP Čehoslovačke Gustava Husaka
- 30.-31. oktobra 1973.: poseta etiopskog cara Haila Selasija
- 12.-15. novembra 1973.: u poseti SSSR-u, na poziv Leonida Iljiča Brežnjeva
- 18.-20. novembra 1973.: poseta predsednika Libije, Moamera Gadafija
- 24.-29. januara 1974.: u poseti Indiji, na poziv predsednika Republike Girija; susreti sa premijerom Indirom Gandi i premijerom Šri Lanke Sirimavom Bandaranaike
- 29. januara-2. februara 1974.: u poseti Bangladešu, na poziv predsednika Republike Muhamadulaha; susret sa premijerom Mudžiburom Rahmanom
- 2.-5. februara 1974.: u poseti Nepalu, na poziv kralja Birendre
- 5.-7. februara 1974.: u poseti Siriji, na poziv predsednika republike Hafeza el Asada
- 13.-15. februara 1974.: poseta predsednika Meksika Luisa Ečeverije
- 28.-30. marta 1974.: poseta predsednika UAR Anvara el Sadata
- 7. aprila 1974.: poseta predsednika vlade DR Vijetnama Fam Van Donga
- 27.-28. aprila 1974.: u poseti Mađarskoj, na poziv Janoša Kadara
- 30. aprila 1974.: poseta predsednika Kostarike, Hose Figeresa Ferera
- 24.-27. juna 1974.: u poseti SR Nemačkoj, na poziv predsednika Gustava Hajnemana; susret sa kancelarom Helmutom Šmitom
- 7. jula 1974.: poseta prvog sekretara CKPURP Edvarda Gjereka
- 8.-11. jula 1974.: u poseti Rumuniji, na poziv Nikolae Čaušeskua
- 14.-16. avgusta 1974.: poseta predsednika Sirijske Arapske Republike Hafeza el Asada
- 20.-21. septembra 1974.: poseta premijera Šri Lanke Sirimavo Bandaranaike
- 22. septembra 1974.: poseta predsednika Kipra, arhiepiskopa Makariosa
- 23.-27. septembra 1974.: poseta prvog sekretara CK Mongolske narodne revolucionarne partije i predsednika prezidijuma Velikog narodnog hurala Jumžagina Cedenbala
- 7.-11. oktobra 1974.: poseta predsednika Burmanske Unije Ne Vina
- 29. oktobra-1. novembra 1974.: u poseti Danskoj, na poziv kraljice Margarete II
- 12.-15. novembra 1974.: u poseti Nemačkoj Demokratskoj Republici, na poziv Eriha Honekera
- 27.-28. novembra 1974.: poseta predsednika Zambije Keneta Kaunde
- 3. decembra 1974.: poseta predsednika Palestinske oslobodilačke organizacije Jasera Arafata
- 16. januara 1975.: poseta predsednika vlade Australije Gofa Vitlema
- 26. februara 1975.: poseta predsednika vlade Novog Zelanda, Valasa Roulinga
- 10.-13. marta 1975.: u poseti Poljskoj, na poziv prvog sekretara CKPURP Edvarda Gjereka
- 22.-23. marta 1975.: poseta predsednika Finske Urha Kekonena
- 29.-30. maja 1975.: poseta predsednika UAR Anvara el Sadata
- 5. juna 1975.: poseta predsednika vlade Grčke Konstantina Karamanlisa
- 5.-9. juna 1975.: poseta generalnog sekretara CK Radničke partije Koreje i predsednika DR Koreje Kim Il Sunga
- 30. juna-2. jula 1975.: poseta predsednika Republike Indonezije Suharta
- 25.-26. jula 1975.: poseta prvog sekretara CKMNRP i predsednika Velikog narodnog hurala Mongolije Jumžagina Cedenbala
- 29. jula-2. avgusta 1975.: u poseti Finskoj povodom Konferencije u Helsinkiju; susreti sa državnicima Europe
- 3.-4. avgusta 1975.: poseta predsednika SAD Džeralda Forda
- 15. avgusta 1975.: poseta generalnog sekretara OUN Kurta Valdhajma
- 30. avgusta-3. septembra 1975.: poseta predsednika Republike Senegala Leopolda Sedara Sengora
- 10.-12. septembra 1975.: poseta predsednika Narodne Republike Konga Marijena Nguabija
- 23.-28. septembra 1975.: poseta kralja Nepala Birendre
- 30. septembra-2. oktobra 1975.: poseta predsednika Republike Indije Fahrudina Ali Ahmeda
- 22. oktobra 1975.: poseta predsednika vlade republike Zelenortskih ostrva Pedra de Verona Rodrigesa Piresa
- 23.-25. oktobra 1975.: poseta predsednika Republike Portugalije, Franciska Koste Gomesa
- 16.-19. decembra 1975.: poseta šefa države Kambodže Norodoma Sihanuka
- 29. decembra 1975.: poseta saveznog kancelara Austrije Bruna Krajskog
- 6.-8. marta 1976.: poseta prvog sekretara KP Kube i predsednika revolucionarne vlade Fidela Kastra
- 10.-14. marta 1976.: u poseti Meksiku, na poziv predsednika Luisa Ečeverije
- 14.-17. marta 1976.: u poseti Panami, na poziv predsednika Republike Demitria Lakasa
- 17.-19. marta 1976.: u poseti Venecueli, na poziv predsednika Karlosa Andresa Peresa
- 20.-22. marta 1976.: u poseti Portugaliji, na poziv predsednika Republike Koste Gomesa
- 26.-29. marta 1976.: poseta Mohameda Siada Barea, predsednika Vrhovnog revolucionarnog saveta DR Somalije
- 29. marta-1. aprila 1976.: u poseti Švedskoj, na poziv kralja Karla Gustava XVI
- 7.-8. aprila 1976.: poseta predsednika vlade Šri Lanke Sirimavo Bandaranaike
- 8.-10. aprila 1976.: poseta predsednika Republike Egipta Anvara el Sadata
- 20.-22. aprila 1976.: poseta predsednika Republike Ugande Idi Amina Dade
- 10.-13. maja 1976.: u poseti Grčkoj, na poziv predsednika Konstantina Cacosa
- 30. maja-2. juna 1976.: poseta predsednika Državnog saveta Republike Gvineje-Bisao, Luisa Kabrala
- 8.-11. juna 1976.: u poseti Turskoj, na poziv predsednika Republike Fahrija Koruturka
- 23.-24. juna 1976.: poseta predsednika Togoa Gnasingea Ejademe
- 25.-26. juna 1976.: poseta predsednika Sirijske Arapske Republike Hafeza el Asada
- 27. juna-1. jula 1976.: u poseti Nemačkoj Demokratskoj Republici, povodom Konferencije komunističkih partija Evrope; susreti sa državnicima i liderima komunističkih partija Evrope
- 13.-21. avgusta 1976.: u poseti Šri Lanki, povodom Pete konferencije nesvrstanih zemalja; susreti sa državnicima sveta
- 8.-11. septembra 1976:: poseta Nikolae Čaušeskua
- 15.-17. novembra 1976.: poseta generalnog sekretara CKKPSS Leonida Iljiča Brežnjeva
- 4. decembra 1976.: poseta predsednika Izvršnog komiteta Palestinskog oslobodilačkog pokreta Jasera Arafata
- 6.-7. decembra 1976.: poseta predsednika Republike Francuske Valeri Žiskara d'Estena
- 12.-13. januara 1977.: poseta generalnog sekretara CK JSPN i predsednika Državnog saveta Nemačke Demokratske Republike Eriha Honekera
- 18.-20. januara 1977.: u poseti Libijskoj Arapskoj Republici, na poziv predsednika Moamera el Gadafija
- 19.-24. aprila 1977.: poseta danske kraljice Margarete II i princa Henrika
- 22.-23. aprila 1977.: poseta predsednika Narodne Republike Angole Agostina Neta
- 9.-10. maja 1977.: poseta predsednika Kooperativne Republike Gvajane Artura Čanga
- 27.-28. maja 1977.: poseta kancelara SR Nemačke Helmuta Šmita
- 21.-25. juna 1977.: poseta generalnog sekretara Generalnog narodnog kongresa Libijske Narodne Socijalističke Džamahirije Moamera el Gadafija
- 16.-24. avgusta 1977.: u poseti Sovjetskom Savezu, na poziv Leonida Brežnjeva
- 24.-30. avgusta 1977.: u poseti Demokratskoj Narodnoj Republici Koreji, na poziv predsednika Kim Il Sunga
- 30. avgusta-7. septembra 1977.: u poseti NR Kini, na poziv Državnog saveta; susret sa predsednikom CKKPK i predsednikom Državnog saveta Hua Guofengom
- 22.-24. septembra 1977.: poseta prvog sekretara CK Mađarske socijalističke radničke partije Janoša Kadara
- 1. oktobra 1977.: poseta predsednika vlade Republike Paname Omara Torihosa
- 12.-17. oktobra 1977.: u poseti Francuskoj, na poziv predsednika Republike Valeri Žiskara d'Estena
- 17.-20. oktobra 1977.: u poseti Portugaliji, na poziv predsednika Republike Ramalja Janeša
- 20.-21. oktobra 1977.: u poseti Alžiru, na poziv predsednika Republike Huari Bumedijena
- 3.-4. decembra 1977.: u poseti Rumuniji, na poziv Nikolae Čaušeskua; otkrivanje spomen-ploče na HE "Đerdap" II
- 28.-29. decembra 1977.: poseta predsednika Izvršnog komiteta PLO Jasera Arafata
- 14.-15. januara 1978.: poseta predsednika DNR Alžira Huari Bumedijena
- 21.-23. februara 1978.: poseta predsednika Republike Avganistana Mohameda Dauda
- 6.-9. marta 1978.: u poseti SAD na poziv predsednika Džimija Kartera
- 10.-11. marta 1978.: u poseti Velikoj Britaniji, susreti i razgovori s kraljicom Elizabetom II i premijerom Kalaganom
- 26.-27. aprila 1978.: poseta kralja Jordana Huseina I
- 2.-3. juna 1978.: poseta prvog sekretara CKPURP Edvarda Gjereka
- 21. jula 1978.: poseta generalnog sekretara OUN Kurta Valdhajma
- 22. jula-2. avgusta 1978.: poseta predsednika CKKP Kine i predsednika Državnog saveta NR Kine Hua Guofenga
- 11.-13. septembra 1978.: poseta švedskog kralja Gustava Karla XVI
- 16.-17. novembra 1978.: poseta generalnog sekretara Rumunske KP i predsednika SR Rumunije Nikolae Čaušeskua
- 20.-22. novembra 1978.: poseta predsednika Bangladeša Ziaura Rahmana
- 7.-8. decembra 1978.: poseta predsednika privremenog saveta Etiopije Mengistua Haila Mariama
- 1.-4. februara 1979.: u poseti Kuvajtu, na poziv emira Džaber el Ahmeda al Sabaha
- 4.-8. februara 1979.: u poseti Iraku, na poziv predsednika Saveta komande revolucije i generalnog sekretara partije BAAS, Huseina el Bakra
- 8.-11. februara 1979.: u poseti Siriji, na poziv predsednika Hafeza el Asada
- 11.-12. februara 1979.: u poseti Jordanu, na poziv kralja Huseina
- 17. marta 1979.: poseta predsednika vlade Grčke Konstantina Karamanlisa
- 16.-21. maja 1979.: u poseti SSSR-u, na poziv prezidijuma Vrhovnog sovjeta i CKKPSS
- 28.-31. maja 1979.: u poseti Alžiru, na poziv predsednika Šadlija Bendžedida
- 31. maja-3. juna 1979.: u poseti Libiji, na poziv Moamera Gadafija
- 3.-5. juna 1979.: u poseti Malti, na poziv predsednika republike Antona Butedžidžea
- 20. juna 1979.: poseta premijera Indije Morardži Desaja
- 25.-27. juna 1979.: poseta predsednika Republike Portugala Ramalja Janeša
- 28.-30. juna 1979.: poseta predsednika Kolumbije Sesara Turbaja Ajale
- 23.-24. jula 1979.: poseta predsednika Gvineje Seku Turea
- 27.-28. jula 1979.: poseta predsednika Sejšelske Republike Fraisa Albera Renea
- 13. avgusta 1979.: poseta glavnog komesara Saveta komesara Republike Gvineje Bisao Žoaoa Bernanda Vieire
- 29. avgusta-10. septembra 1979.: u poseti Kubi, povodom Šeste konferencije nesvrstanih; susreti sa državnicima sveta
- 17. septembra 1979.: poseta predsednika republike Mali Muse Traorea
- 11.-12. oktobra 1979.: poseta predsednika Republike Italije Sandra Pertinija
- 31. oktobra 1979.: poseta glavnog komesara Saveta komesara Republike Gvineje Bisao, Žoaoa Bernarda Vieire
- 2.-4. novembra 1979.: u poseti SR Rumuniji, na poziv generalnog sekretara Rumunske KP i predsednika SR Rumunije Nikolae Čaušeskua